# Robilotta
Wolter Robilotta  (São Paulo, 6 de fevereiro de 1945 — Belém, 7 de junho de 2011) mais conhecido como Robilotta, por vezes grafado como Robilota, Robillota, Rubilota  ou ainda Rabilota,  foi um futebolista brasileiro que atuou como atacante. É o 15º maior artilheiro da história do Paysandu, com 70 gols, destacando-se também no arquirrival Remo, clubes que defendeu nas décadas de 1960 e de 1970, acabando por radicar-se em Belém mesmo após parar de jogar. Foi o artilheiro da primeira Série B do Brasileirão, em 1971.
Era um atacante de avaliado como de técnica refinada, complementando-se assim com o estilo rompedor de Bené, por sua vez o maior artilheiro do Paysandu  e de quem foi colega, e a quem o próprio Robilotta indicara ao time. São considerados a melhor dupla de área da história do futebol paraense, acumulando juntos 319 gols; ambos acabariam eleitos em 2010 para o trio ofensivo do time dos sonhos do clube. No Remo, desenvolveu parceria similar com Alcino. 

## Carreira

### Início
Robilotta começou no futebol de salão do Palmeiras, ainda em São Paulo, sua cidade natal. Ainda como juvenil, transferiu-se ao Vasco da Gama em 1964, logo chegando ao time de aspirantes. Havia acabado de chegar ao time vascaíno profissional quando foi contratado pelo Paysandu, em 1965.
O clube paraense vinha de um ano histórico em 1965, marcado pela vitória por 3–0 sobre um Peñarol que se colocava entre os mais fortes times do mundo, façanha que ecoou inclusive no Rio de Janeiro, onde rendeu crônica de Nelson Rodrigues no jornal O Globo, na época. Um dos destaques dessa partida, realizada em 19 de julho, foi Milton Dias, autor de um gol e uma assistência. Ele terminou negociado com a própria equipe uruguaia, não jogando mais o estadual daquele ano após agosto.
O campeonato paralisou-se por cerca de um mês entre setembro e outubro. Foi quando Robilotta então estreou na competição, na primeira rodada do segundo turno, em de outubro. Na ocasião, marcou o primeiro gol da partida vencida por 2–1 sobre o Avante. Uma semana antes, em 10 de outubro, ele já havia estreado no clássico Re-Pa, em amistoso na casa rival vencido por 4–1, com ele também marcando.

### Consagrando-se no Paysandu: tricampeão seguido
No restante do estadual, Robilotta desempenhou boa dupla com outra novidade do elenco, Edson Piola. Marcou em todos os jogos até o título ser garantido, incluindo o único de um clássico com a Tuna. O "Papão", reforçado ainda com o veterano goleiro Castilho e o treinador uruguaio Juan Álvarez, terminou campeão de modo fácil, acumulando dez vitórias em doze partidas. Mesmo só jogando a reta final, Robilotta marcou ao todo seis vezes.
No início de 1966, porém, o Paysandu não vinha em boa fase, atravessando uma série de resultados ruins no Re-Pa (derrotas de 3–0 e 3–2) e também no clássico com a Tuna Luso (3–2 e 3–1) em torneio internacional que envolvia também a equipe do Transvaal, da Guiana Neerlandesa. Robilotta então indicou a contratação de Bené, a quem conhecia do time de aspirantes do Vasco. A estreia de Bené veio precisamente na rodada final desse torneio, um novo duelo contra o Remo, que vinha invicto havia 27 partidas. O reforço foi titular. Não chegou a fazer uma grande exibição, sendo inclusive substituído por Luís Zago, mas teve uma estreia auspiciosa: em 25 de março, o Papão venceu a partida por 3–0 - um dos gols, por sinal, foi de Robilotta.
Com essa dupla formada, o Paysandu engatou doze jogos de invencibilidade. Robilotta, inclusive, marcou gol em outros Re-Pa amistosos, em abril, em vitória por 2–0 dentro do estádio rival e e em empate em 1–1.Em maio, começou o campeonato paraense de 1966, que teria um sabor especial de ocorrer no ano em que se celebravam os 350 anos da cidade de Belém, o que motivou também em paralelo um torneio municipal, vencido de forma invicta pelo clube no mesmo mês. Nessa competição paralela, Robilotta marcou o gol da vitória por 1–0 no Re-Pa.
O Estadual também veio de forma invicta, no embalo do bom funcionamento da dupla Bené, um atacante rompedor, e Robilotta, de estilo mais clássico. Robilotta marcou treze vezes, sendo o artilheiro dos campeões, com destaque aos três no 5–0 sobre o Avante e aos dois em 5–1 no Combatentes, enquanto Bené fez doze.
Em 1967, o clube excursionou de forma invicta pelas Guianas e pelo Caribe, chegando a ganhar duas vezes da seleção de Trinidad e Tobago. Robilotta foi o vice-artilheiro da turnê, com seis gols em meio às oito partidas da gira,
incluindo dois na vitória por 4-0 sobre a seleção trinitária. Depois, veio conquista de novo título estadual, de forma das mais lembradas, após seis Re-Pas seguidos em um espaço de 26 dias: o segundo turno terminou empatado entre os dois rivais, forçando jogo-extras. O primeiro terminou empatado e o segundo foi vencido pelo Remo. Como os alvicelestes haviam vencido o primeiro turno, fez-se necessário mais jogos. Os dois primeiros terminaram empatados, com a vitória bicolor por 2–0 no terceiro enfim finalizando o campeonato.
A disputa acirradíssima do torneio de 1967 também se deu em contratações de treinadores: o ex-goleiro Castilho agora treinava o Paysandu enquanto o Remo era treinado por outro ex-craque, Zizinho. Na campanha, Robilotta destacou-se sobretudo pelos três gols no 4–1 sobre o Liberato de Castro, pelos quatro no 7–2 no Combatentes, pelos três no 4–0 sobre o Júlio César e pelo gol no 1–1 na primeira finalíssima decidida pelo Re-Pa em uma série melhor-de-três. Aquele foi precisamente o ano que mais teve Re-Pas, dezessete, em média um a cada vinte dias.
Robilotta foi o artilheiro do elenco campeão, com 17 gols. No Re-Pa, ainda marcou outras duas vezes naquele ano, em amistoso do Torneio Hexagonal do Norte (1–1) e em outro vencido por 1–0. Porém, três meses após enfrentar o Remo pela última partida da decisão estadual, em dezembro, já defendia em março o arquirrival no estadual seguinte, preferindo não renovar contrato com os alviazuis.

### Consagrando-se no Remo: campeão estadual e regional
No Remo, Robilotta fez grande dupla de ataque inicialmente com Amoroso, adquirido em definitivo perante o Fluminense, de onde estava emprestado e que em troca adquirira Assis. Treinados por Danilo Alvim, Amoroso terminou na artilharia do campeonato, com dez gols, enquanto Robilotta fez oito.
O "Leão" foi campeão com o reforço destacando-se contra os rivais: fez o único gol do clássico com a Tuna no estádio cruzmaltino, no primeiro turno, em que também marcou no 2–0 no Re-Pa, resultado que deu o título do turno aos azulinos. No segundo turno, marcou outro em 5–3 sobre os tunantes. O título foi invicto, e para Robilotta também foi individualmente o quarto título paraense seguido, após ter vencido os três anteriores pelo rival. O Remo também venceu a etapa Norte do Torneio Norte–Nordeste de 1968.
Em 1969, o Paysandu recuperou o título estadual, sem dar margens para qualquer reação. Os remistas, porém, novamente terminaram o ano como vencedores do Norte no Norte-Nordeste daquele ano, com Robilotta marcando gol em Re-Pa válido pela competição e vencido por 1–0, em novembro. No mês seguinte, fez outro em vitória por 2–0, esta amistosa. Também pelo Norte-Nordeste, marcou o único de clássico com a Tuna.
Em 1970, Robilotta chegou a marcar os quatro gols de vitória por 4–0 sobre o Sacramenta. Mas o Remo atravessou sua maior sequência de jogos sem vencer o Re-Pa (treze, com Robilotta presente em seis) e viu o estadual daquele ano ser decidido entre os rivais Paysandu e Tuna Luso. Uma reação da diretoria azulina foi efetivar a contratação do atacante Alcino, recomendado por Assis - inicialmente, por empréstimo de três meses. Robilotta estava lesionado e isso possibilitou que Alcino logo obtivesse titularidade, e suas boas atuações terminaram por aprova-lo na direção do clube apesar das polêmicas extra e intra campo que já causava.
Com Alcino e o recuperado Robilotta juntos, o Remo esteve perto de voltar a ser campeão estadual em 1971. Os dois juntos chegaram a marcar os gols da vitória por 2–0 no clássico com a Tuna, também derrotada por 1–0 com gol de Robilotta. Na competição, o "Leão", campeão do segundo turno, conseguiu abrir 2–0 em Re-Pa na finalíssima dentro do estádio alviazul, mas acabou derrotado por 3–2, em virada inédita e jamais realizada outra vez na história da rivalidade.
Por outro lado, o clube foi campeão da Taça Norte–Nordeste de 1971. Nos Re-Pas válidos pela competição, o rival venceu o jogo de ida por 1–0 dentro do estádio remista, mas na volta, no estádio do Paysandu, foi derrotado por 2–0 com Robilotta marcando. Ele também marcou nas duas partidas contra a Rodoviária, que deram ao "Leão" o título da etapa Norte; e os dois gols da vitória por 2–0 sobre o Itabaiana, que valeram o título supra-regional. 
O torneio norte-nordestino também valia como semifinal da segunda divisão do Brasileirão daquele ano. O Remo terminou derrotado pelo Villa Nova.  Robilotta, acumulando quatro gols, fez o suficiente para ser o primeiro artilheiro oficial da Série B.
Ainda em 1971, Robilotta defendeu também, pela única vez, a seleção paraense, que não jogava desde 1962. Na ocasião, o Pará disputou amistoso com o clube português do Porto, com quem empatou em 1–1.

## Final e após parar
Robilotta, em 1972, optou por retornar o Paysandu, retomando a dupla com Bené. No estadual daquele ano, estreou na rodada final do segundo turno, precisamente no Re-Pa. Abriu o placar, mas terminou derrotado por 2–1. O resultado favoreceu a Tuna Luso, campeã do turno. O Paysandu, porém, venceria o terceiro turno, forçando um triangular entre o trio principal do Pará. Robilotta nessa fase atuou no clássico com a Tuna, vencido por 1–0 e determinante para o título ser possibilitando mediante o posterior empate em 1–1 no Re-Pa.
Atualmente 15º maior artilheiro do Paysandu, Robilotta chegou a ser o nono maior; outros que estão à sua frente viriam a jogar apenas posteriormente pela equipe, casos de Cabinho (quinto maior, jogador na década de 1980), Zé Augusto (sétimo, das décadas de 1990 à de 2010), Edil Highlander (décimo, da década de 1980 à de 2000), Robgol (11º, na década de 2000), Patrulheiro e Roberto Bacuri (respectivamente 13º e 14º, ambos nas décadas de 1970 e de 1980).
Em 1973, o jogador preferiu parar de jogar, o que não o impediu de fixar-se em Belém, onde constituiu família. Formou-se em Direito, sendo inscrito na seção paraense da Ordem dos Advogados do Brasil sob o número 1.296. Uma última homenagem em vida veio em 2010, quando ele, Bené e Ércio foram eleitos para o trio de ataque ideal do Paysandu, em um time dos sonhos escolhido por um colégio eleitoral de cem pessoas. Robilotta faleceu em 7 de junho do ano seguinte, vítima de parada cardíaca em cirurgia de retirada de tumor no fígado, e a seu desejo seu corpo foi cremado em cemitério de Marituba.

## Títulos
Paysandu
- Campeonato Paraense: 1965, 1966, 1967 e 1972 [2]

Remo
- Campeonato Paraense: 1968
- Torneio do Norte: 1968, 1969 e 1971
- Torneio Norte–Nordeste: 1971

### Prêmio Individual
- Artilheiro do Campeonato Brasileiro de Futebol - Série B: 1971 [4]